# Tour de Suisse 1934
Le Tour de Suisse 1934 est la deuxième édition de cette course cycliste sur route masculine. Il s'est déroulé du 25 août au 1er septembre 1934 sur 7 étapes. C'est l'Allemand Ludwig Geyer qui l'emporte.

## Résultats des étapes
| Détail    | Date          | Villes étapes      | km    | Vainqueur d'étape   | Leader du classement général |
| 1re étape | 25 août       | Zurich - Davos     | 227,6 | Domenico Piemontesi | Domenico Piemontesi          |
| 2e étape  | 26 août       | Davos - Lugano     | 215,5 | Francesco Camusso   | Ludwig Geyer                 |
| 3e étape  | 27 août       | Lugano - Lucerne   | 205,4 | Paul Egli           | Ludwig Geyer                 |
| 4e étape  | 28 août       | Lucerne - Lausanne | 235,4 | Ludwig Geyer        | Ludwig Geyer                 |
| 5e étape  | 30 août       | Lausanne - Berne   | 203   | Max Bulla           | Ludwig Geyer                 |
| 6e étape  | 31 août       | Berne - Bâle       | 161,6 | Adalino Mealli      | Ludwig Geyer                 |
| 7e étape  | 1er septembre | Bâle - Zurich      | 226   | Jean Aerts          | Ludwig Geyer                 |

## Classements finals

### Classement général
|    | Cycliste          | Pays           |    | Temps            |
| -- | ----------------- | -------------- | -- | ---------------- |
| 1  | Ludwig Geyer      | Reich allemand | en | 45 h 04 min 13 s |
| 2  | Léon Level        | France         | +  | 5 min 39 s       |
| 3  | Francesco Camusso | Italie         |    | 8 min 45 s       |
| 4  | Hermann Buse      | Reich allemand |    | 37 min 56 s      |
| 5  | François Gardier  | Belgique       |    | 39 min 10 s      |
| 6  | Jean Aerts        | Belgique       |    | 45 min 03 s      |
| 7  | Henri Garnier     | Belgique       |    | 48 min 28 s      |
| 8  | Karl Bossard      | Suisse         |    | 48 min 42 s      |
| 9  | Oskar Thierbach   | Reich allemand |    | 49 min 46 s      |
| 10 | Mario Cipriani    | Italie         |    | 50 min 32 s      |

### Classement par équipes
|   | Équipe    |    | Temps             |
| - | --------- | -- | ----------------- |
| 1 | Allemagne | en | 136 h 40 min 21 s |
| 2 | Italie    | +  | 23 min 20 s       |
| 3 | Belgique  |    | 44 min 59 s       |
| 4 | France    |    | 48 min 24 s       |
| 5 | Suisse    |    | 1 h 11 min 43 s   |

### Classement du Grand Prix de la montagne
|   | Cycliste          | Pays           | Points |
| - | ----------------- | -------------- | ------ |
| 1 | Francesco Camusso | Italie         | 50 pts |
| 2 | Ludwig Geyer      | Reich allemand | 40 pts |
| 3 | Léon Level        | France         | 36 pts |
| 4 | Henri Garnier     | Belgique       | 21 pts |
| 5 | François Adam     | Belgique       | 20 pts |
| 6 | Adalino Mealli    | Italie         | 18 pts |

## Détail des différentes étapes

### 1reétape: Zürich - Davos (227,6km)
|   | Cycliste            | Pays           |    | Temps           |
| - | ------------------- | -------------- | -- | --------------- |
| 1 | Domenico Piemontesi | Italie         | en | 6 h 20 min 11 s |
| 2 | Ludwig Geyer        | Reich allemand | +  | 1 min 52 s      |
| 3 | Antonio Prior       | Espagne        |    | 4 min 40 s      |
| 4 | Jean Aerts          | Belgique       |    | 7 min 10 s      |
| 5 | François Adam       | Belgique       |    | m.t.            |
| 6 | Léon Level          | France         |    | m.t.            |

### 2eétape: Davos - Lugano (215,5km)
|   | Cycliste          | Pays           |    | Temps           |
| - | ----------------- | -------------- | -- | --------------- |
| 1 | Francesco Camusso | Italie         | en | 7 h 25 min 56 s |
| 2 | Paul Egli         | Suisse         | +  | 3 min 22 s      |
| 3 | Hermann Buse      | Reich allemand |    | 4 min 03 s      |
| 4 | Walter Blattmann  | Suisse         |    | 4 min 04 s      |
| 5 | Mario Cipriani    | Italie         |    | 7 min 12 s      |
| 6 | Theo Heimann      | Suisse         |    | 9 min 00 s      |

### 3eétape: Lugano - Lucerne (205,4km)
|   | Cycliste       | Pays           |    | Temps           |
| - | -------------- | -------------- | -- | --------------- |
| 1 | Paul Egli      | Suisse         | en | 6 h 50 min 41 s |
| 2 | Antoine Dignef | Belgique       | +  | m.t.            |
| 3 | Hermann Buse   | Reich allemand |    | m.t.            |
| 4 | François Adam  | Belgique       |    | m.t.            |
| 5 | Ludwig Geyer   | Reich allemand |    | m.t.            |
| 6 | Roger Pipoz    | Suisse         |    | m.t.            |

### 4eétape: Lucerne - Lausanne (235,4km)
|   | Cycliste     | Pays           |    | Temps           |
| - | ------------ | -------------- | -- | --------------- |
| 1 | Ludwig Geyer | Reich allemand | en | 7 h 11 min 18 s |
| 2 | Léon Level   | France         | +  | 0 min 17 s      |
| 3 | Karl Bossard | Suisse         |    | 6 min 33 s      |
| 4 | Theo Heimann | Suisse         |    | 9 min 27 s      |
| 5 | Jean Aerts   | Belgique       |    | 11 min 23 s     |
| 6 | Max Bulla    | Autriche       |    | 11 min 23 s     |

### 5eétape: Lausanne - Berne (203km)
|   | Cycliste            | Pays     |    | Temps           |
| - | ------------------- | -------- | -- | --------------- |
| 1 | Max Bulla           | Autriche | en | 5 h 51 min 45 s |
| 2 | François Gardier    | Belgique | +  | m.t.            |
| 3 | Antoine Dignef      | Belgique |    | m.t.            |
| 4 | Francesco Camusso   | Italie   |    | m.t.            |
| 5 | Joseph Vanderhaegen | Belgique |    | m.t.            |

### 6eétape: Berne - Bâle (161,6km)
|   | Cycliste        | Pays           |    | Temps           |
| - | --------------- | -------------- | -- | --------------- |
| 1 | Adalino Mealli  | Italie         | en | 4 h 15 min 19 s |
| 2 | Alfred Bula     | Suisse         | +  | m.t.            |
| 3 | Oskar Thierbach | Reich allemand |    | m.t.            |
| 4 | Jean Aerts      | Belgique       |    | 1 min 11 s      |
| 5 | Albert Gabard   | France         |    | 1 min 11 s      |
| 6 | Theo Heimann    | Suisse         |    | 1 min 11 s      |

### 7eétape: Bâle - Zurich (226km)
|   | Cycliste           | Pays     |    | Temps           |
| - | ------------------ | -------- | -- | --------------- |
| 1 | Jean Aerts         | Belgique | en | 6 h 33 min 15 s |
| 2 | Adrien Buttafocchi | France   | +  | m.t.            |
| 3 | Alfred Büchi       | Suisse   |    | m.t.            |
| 4 | Antoine Dignef     | France   |    | m.t.            |
| 5 | Alberto Andretta   | Italie   |    | m.t.            |
| 6 | Roger Pipoz        | Suisse   |    | m.t.            |

### Grands Prix de la montagne
| Etape     | Col                | Altitude | Premier au sommet   |        |
| --------- | ------------------ | -------- | ------------------- | ------ |
| 1re étape | Wolfgang           | 1 637 m  | Domenico Piemontesi | Italie |
| 2e étape  | San Bernardino     | 2 065 m  | Francesco Camusso   | Italie |
| 3e étape  | Gotthard           | 2 108 m  | Francesco Camusso   | Italie |
| 4e étape  | Pillon             | 1 546 m  | Léon Level          | France |
| 5e étape  | Vue des Alpes      | 1 283 m  | Francesco Camusso   | Italie |
| 6e étape  | Unterer Hauenstein | 691 m    | Adalino Mealli      | Italie |
| 7e étape  | Bözberg            | 569 m    | Francesco Camusso   | Italie |